# Albatros Airlines
Albatros Airlines è una compagnia aerea venezuelana con capitale privato, autorizzata a svolgere operazioni di volo per il trasferimento di passeggeri e merci, fondata il 27 dicembre 2007. Al 2021, la sua flotta comprende solo un Boeing 737-500.

## Storia
Albatros Airlines è stata fondata il 27 dicembre 2007 e ha ricevuto il certificato di operatore aereo rilasciato dal National Institute of Civil Aviation il 13 maggio 2010, per svolgere operazioni di trasporto aereo commerciale, passeggeri, merci e posta a livello nazionale e internazionale.
Il 13 maggio 2010, la compagnia ha effettuato il suo primo volo commerciale con un Cessna 208B Caravan, un aereo da 12 posti, sulla rotta Porlamar-Carúpano. Durante il resto dell'anno furono aperte nuove rotte nella regione orientale del Venezuela, con partenze da Porlamar per Maturín, Cumana, Barcellona e Güiria e per Los Roques, con partenze da Maiquetía e Maracay.
La compagnia effettua voli charter verso varie destinazioni internazionali, tra cui Aruba, Curaçao, Barranquilla, Port of Spain e Haiti.
Tra il 2010 e il 2011, la compagnia si è dedicata esclusivamente al mercato aziendale, servendo diverse compagnie di trasporto passeggeri e merci su diverse rotte nazionali.
Il 27 luglio 2012, il Cessna Caravan 208B è stato sostituito da un Embraer EMB 120 da 30 posti per voli commerciali da Porlamar a Carúpano e Maturín.
Nel progetto di espansione della società, è stata effettuata l'acquisizione di un Boeing 737-500 per aumentare la sua flotta e i servizi. Con esso opera voli per San José, Costa Rica, con due frequenze settimanali, essendo l'unico volo diretto tra Maiquetía e la capitale costaricana.
Il 5 dicembre 2018, Albatros Airlines ha iniziato i voli commerciali da Caracas a Barranquilla, con una frequenza di giovedì e domenica, con voli diretti diretti all'aeroporto di Barranquilla-Ernesto Cortissoz.
Il 12 novembre 2019, la compagnia aerea ha ricevuto il suo primo Airbus A320-200 da Montreal in regime di wet lease, atterrando a Porlamar, diventando la seconda compagnia aerea commerciale venezuelana a operare con questo tipo di aeromobili, dopo che Aeropostal Alas de Venezuela aveva operato con un Airbus A320 tra il 1999 e il 2001; la compagnia ha poi restituito l'aereo al locatore alla fine del 2020.
Il 19 luglio 2021 è stato annunciato che la start-up brasiliana Nella Linhas Aéreas ha acquisito Albatros Airlines.

## Destinazioni
Al 2022, Albatros Airlines opera voli di linea e charter nazionali e internazionali verso Aruba, Costa Rica e Punto Fijo.

## Flotta

### Flotta attuale

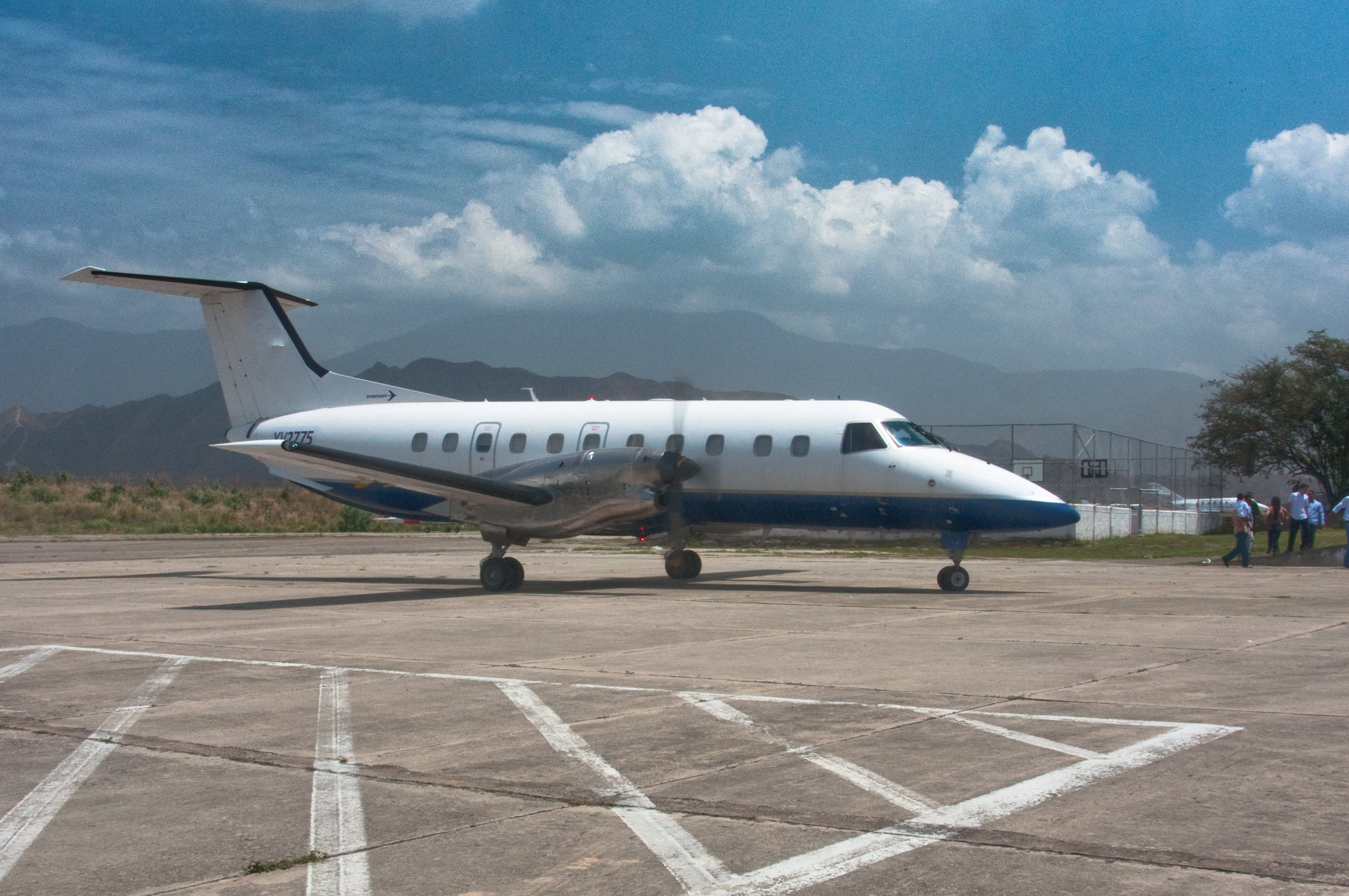
L'ex Embraer EMB 120.

A giugno 2023 la flotta di Albatros Airlines è così composta:

### Flotta storica
Albatros Airlines operava in precedenza con:
- Airbus A320-200
- Cessna 208 Caravan
- Embraer EMB 120 Brasilia